# Extra 300
Le Extra Flugzeugbau Extra 300 est une famille d'avion de voltige d'entrainement et de compétition en voltige de haut niveau, conçu à partir de 1987 par le constructeur allemand Extra Aircraft, sur la base de l'Extra 230. Il existe des versions biplaces et monoplaces pour les compétitions de voltige ou les courses de vitesse.

## Histoire

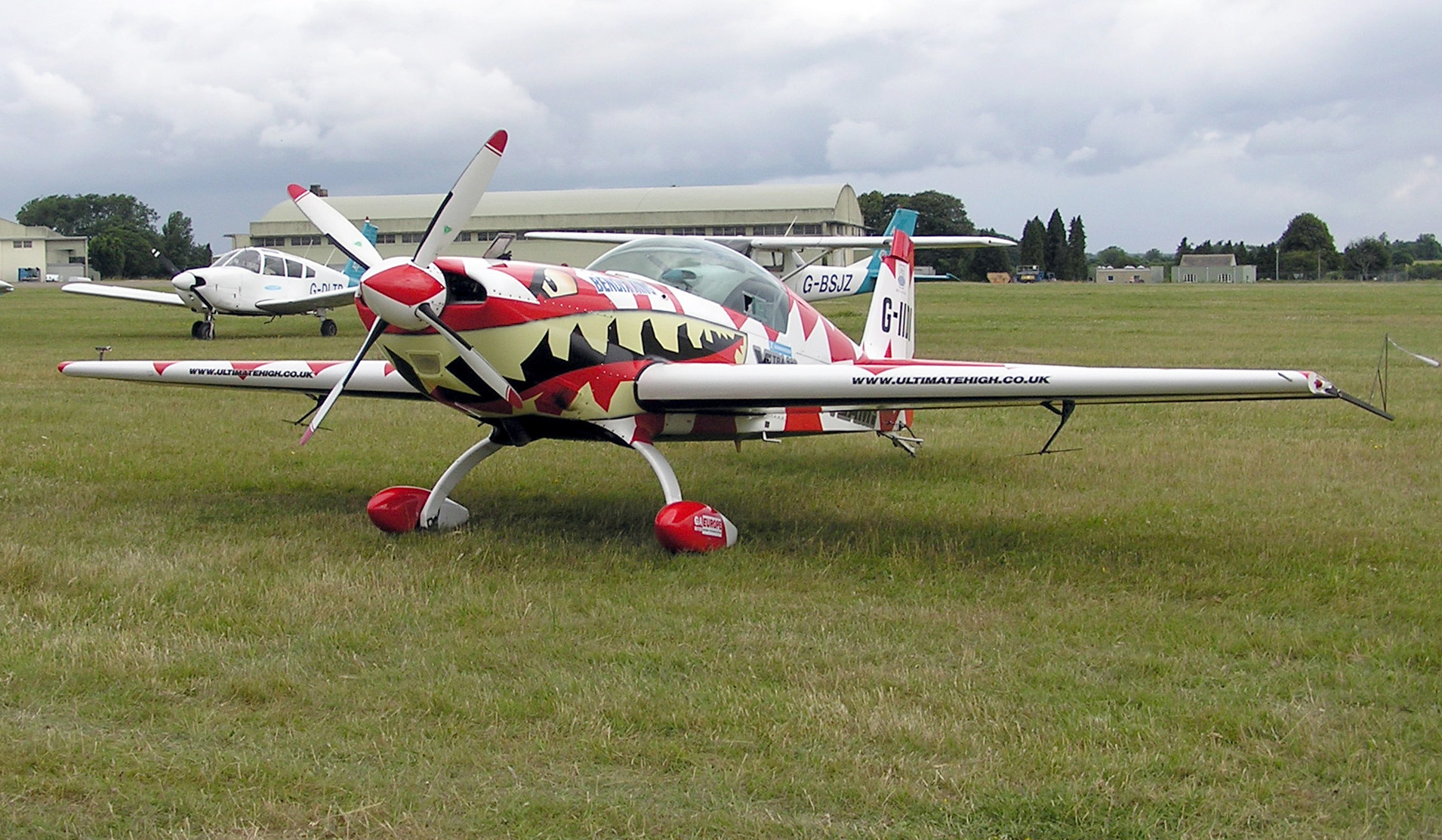
L'aile de l'Extra 300L en position basse.

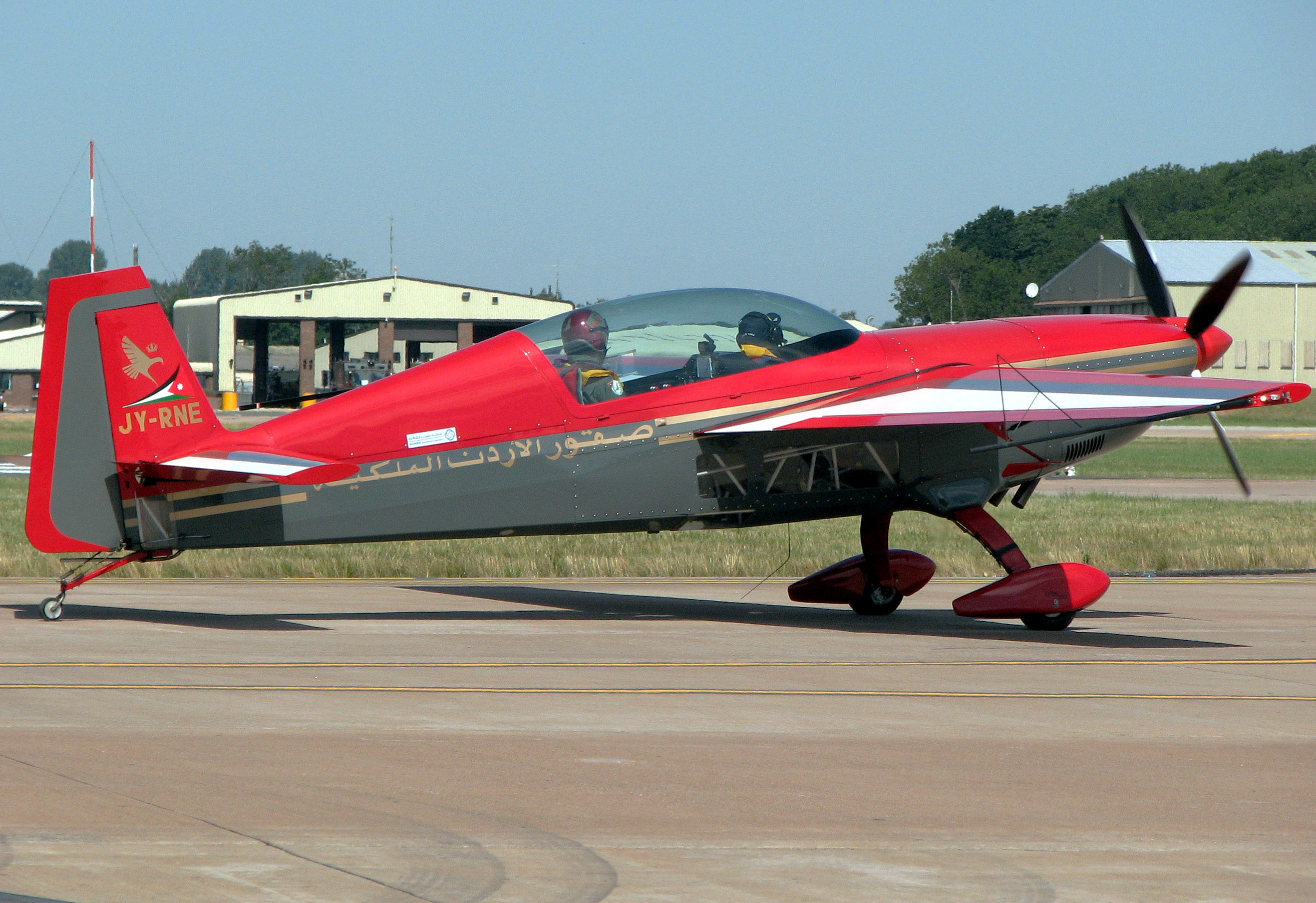
Un Extra 300 de Royal Jordanian Falcons

Dans sa première version, l'avion a été construit autour d'un fuselage en treillis d'acier soudé recouvert de tôles aluminium et de fibre de verre et entoilé. L'aile est placée en position médiane, elle est en fibre de carbone, à la différence de l'Extra 230 où elle était en bois. Le train d'atterrissage est de type classique avec des jambes en matériaux composites.
Le moteur de base des Extra 300 est le 6 cylindres à plat Lycoming AEIO-540 de 540 pouces cubes (8 850 cm3) et 300 chevaux.
L'Extra 300 est capable de supporter un facteur de charge de +/- 10 g avec une personne et +/- 8 g dans sa version biplace.
Le -300 de base a évolué et son aile médiane a été disposée en position basse. Des versions monoplaces ont ensuite été développées à partir de la cellule de base. Les avions standard biplaces et monoplaces sont certifiés en Europe et aux États-Unis, ce qui est une prouesse pour des appareils de compétition.
Depuis son lancement à la fin des années 1990, le moteur Lycoming AEIO-580 de 315-330ch a attiré les compétiteurs qui l'ont monté sur des appareils plus ou moins expérimentaux avec le soutien de l'entreprise. L'exemple le plus marquant est l'Extra 300SHP puis l'Extra 300SR spécialement développés pour les courses de vitesse Red Bull Air Race. Puis ce moteur a été installé en série sur le dernier (2007) monoplace de compétition Extra 330SC.
En 2019, Extra Aircraft présente l'Extra NG, une version moderne et améliorée de l'Extra 330SC.

## Versions et évolutions

### Extra 300
- Extra 300 : série, version initiale, biplace aile médiane, avion certifié
- Extra 300 S : série, monoplace dérivé de l'Extra 300 originel, aile réduite à 7,5 m, grands ailerons.
- Extra 300 L : série, biplace à voilure basse, avec une envergure réduite de 8,00 m à 7,70 m. Les ailerons améliorés permettent d'amplifier le taux du roulis à 400 degrés par seconde.
- Extra 300 SHP : 2006, version spéciale développée pour les Red Bull Air Race pour le pilote américain Mike Goulian.
- Extra 300 SR : 2007, avion  de course pour les Red Bull Air Race pour le pilote Nicolas Ivanoff, moteur AEIO-580 de 330ch.
- Extra 300 LP : série, version allégée de l'Extra 300L, empennage en carbone (en production en 2008)
- Extra 300 SP : série version monoplace de l'Extra 300LP remplacé par le 330SC.

### Extra 330
- Extra 330 SC : 2007, série, monoplace de compétition de série 315ch, moteur AEIO-580, ailes et longueur raccourcies. Conception acier-carbone, 585 kg à vide, avion certifié (notamment utilisé par l'Équipe de Voltige de l'Armée de l'Air).
- Extra 330 LX : série, biplace à voilure basse, utilisé par le Red Bull Air Race Challenger cup.
- Extra 330 LT : série, biplace à voilure basse, avec instrumentation sur écran et dispose d'un compartiment bagage.315 ch.
- Extra 330 LE : 2016, avion monoplace équipé d'un moteur électrique de 260kw (50 kg) développé par Siemens [1].
- Extra 330 SX : premier vol en juillet 2023, évolution du 330SC avec un fuselage plus court et un cockpit plus large[2].

### Extra NG
- Extra NG : Extra "Next Generation", Issu de l'Extra 330SC, biplace tout carbone, révélé au salon EEA AirVenture d'Oshkosh en 2019.

## Opérateurs

### Civils
- Un Extra 300 piloté par Chuck Coleman était l'un des avions de poursuite des SpaceShipOne et Virgin Atlantic GlobalFlyer durant leurs vols d'essai. Cet avion fut détruit et Chuck Coleman gravement blessé lors d'un accident au Mojave spaceport le 16 août 2006.
- Le Red Bull Air Race a utilisé, à son retour en 2014 et jusqu'à la fin de la saison 2017, quatre Extra 330 LX pour sa Challenger Cup. Ils possèdent également un Extra 300L.
- Catherine Maunoury, double championne du monde de voltige aérienne, possède un Extra 300LP ainsi qu'un Extra 330SC. Une autre française, Aude Lemordant, eu piloté sur Extra 330SC.

### Militaires
- Chili, Force aérienne chilienne : l'équipe de voltige aérienne Halcones (es) opère 5 Extra 300 L
- France, Armée de l'air française : l'Équipe de voltige de l'Armée de l'air (EVAA) utilise depuis 2008 deux Extra 330 SC et un 330 LC biplace.
- Jordanie, Force aérienne royale jordanienne : les Royal Jordanian Falcons, la patrouille acrobatique de la Royal Jordanian Airlines et la patrouille nationale de Jordanie, opère 4 Extra 300s.
- Malaisie, Force aérienne royale de Malaisie : l'équipe de voltige Kris Sakti (en) opère 4 Extra 300L.

## Culture populaire
Cet avion est jouable dans :

- Flight Simulator 95
- Flight Simulator 98
- Flight Unlimited
- Flight Simulator 2000
- Flight Simulator 2002
- Flight Simulator 2004 : Un siècle d'aviation
- Flight Simulator X
- Aerofly FS 2
- Prepar3D
- X-Plane 11
- Microsoft Flight Simulator (2020)